# Czernidłaczek czerwonobrązowy
Czernidłaczek czerwonobrązowy, czernidłak czerwonobrązowy (Coprinellus curtus (Kalchbr.) Vilgalys, Hopple & Jacq. Johnson) – gatunek grzybów należący do rodziny kruchaweczkowatych (Psathyrellaceae).

## Systematyka i nazewnictwo
Pozycja w klasyfikacji według Index Fungorum: Coprinellus, Psathyrellaceae, Agaricales, Agaricomycetidae, Agaricomycetes, Agaricomycotina, Basidiomycota, Fungi.
Po raz pierwszy opisał go w 1881 r. Károly Kalchbrenner nadając mu nazwę Coprinus curtus. W roku 2001 na podstawie badań filogenetycznych Rytas J. Vilgalys, John S. Hopple i Jacq. Johnson przenieśli go do nowo utworzonego rodzaju Coprinellus.
W 2003 r. Władysław Wojewoda nadał mu polską nazwę czernidłak czerwonobrązowy, jednakże po potwierdzeniu filogenetycznym przynależności do rodzaju Coprinellus, nazwa polska stała się niespójna z nazwą naukową. W 2025 r. Komisja ds. Polskiego Nazewnictwa Grzybów Polskiego Towarzystwa Mykologicznego zarekomendowała nazwę czernidłaczek czerwonobrązowy, spójną z aktualną nazwą naukową.

## Morfologia
Kapelusz
Początkowo średnica 1–3 mm, wysokość 1–2 mm i jajowaty kształt, w stanie dojrzałym średnica 8–22 mm, kształt wypukły do półkulistego lub dzwonkowatego, na koniec płasko-wypukły, silnie pofałdowany. Młode okazy pokryte lisioczerwonymi do ciemnoczerwonobrązowych, nieregularnymi, grudkowatymi resztkami osłony, które utrzymują się przez cały okres rozwoju, szczególnie na środku. Kapelusz pod osłoną brązowy do jasnobrązowego z szarym do brązowoszarego brzegiem.
Blaszki
Średnio- gęste z 2–3 seriami blaszeczek, wąsko przyrośnięte do prawie wolnych, o szerokości 1–2 mm, białe, z wiekiem stające się szare lub czarne.
Trzon
Wysokość 8–27 mm, grubość 0,5–1,75 mm, równy lub zwężający się ku górze, nagi, biały. Brak pierścienia i pochwy
Miąższ
O grubości 0,1 mm i tej samej barwy co powierzchnia, nie rozpływający się po dojrzeniu, bez wyraźnego zapachu i smaku.
Cechy mikroskopowe
Bazydiospory 7,2–10,5 × 4,8–7,6 μm, Q = 1,2–1,8, elipsoidalne do jajowatych w widoku z przodu, wąskoelipsoidalne lub fazopodobne w widoku z boku, wyrostek wnęki często niewidoczny, pora rostkowa centralna lub lekko ekscentryczna, mała do nieco szerokiej. Podstawki 15–22 × 5–10 μm, maczugowate, 4-zarodnikowe. Cheilocystydy 30 × 7–8 μm w pobliżu podstawy, niezwykle rzadkie, butelkowate. Pleurocystyd brak. Skórka kapelusza złożona z kulistych, szklistych, cienkościennych komórek o średnicy 16–30 μm, przeplatanych z bulwiastymi, główkowatymi, szklistymi, cienkościennymi strzępkami 76–88 × 11–18 u podstawy z szyjką × 4–5,5 μm i główką 8,5–13 μm. Osłona całkowita złożona z grudek zbudowanych ze strzępek złocistobrązowych, grubościennych, szeroko maczugowatych, gruszkowatych do kulistoszypułkowych, o średnicy 12–20 μm. Brak sprzążek.

## Występowanie i siedlisko
Występuje na niektórych wyspach oraz w Ameryce Północnej i Środkowej, Europie, Azji, Afryce, Australii. W Polsce podano kilka stanowisk. Najbardziej aktualne stanowiska podaje internetowy atlas grzybów. Znajduje się w nim na liście gatunków zagrożonych i wartych objęcia ochroną.
Naziemny saprotrof. Występuje w lasach liściastych i mieszanych na odpadach drzewnych zmieszanych z ziemią, także z odchodami zwierząt roślinożernych (grzyb koprofilny).